# Klaus Senf
Klaus Senf (* 14. Mai 1923 in Bad Liebenstein; † 28. November 1991) war ein Offizier der ehemaligen Nationalen Volksarmee der Deutschen Demokratischen Republik. Zuletzt hatte er den Dienstgrad eines Generalmajors inne. 

## Militärische Laufbahn
Nach seinem Abitur wurde Senf umgehend zur Wehrmacht eingezogen, wo er von 1941 bis Kriegsende Unteroffizier der Luftwaffe war. Bei Kriegsende geriet er im Mai 1945 kurzzeitig in US-amerikanische und britische Kriegsgefangenschaft. Nach seiner Entlassung nahm er noch im selben Jahr eine Tätigkeit als Waldarbeiter auf, die er bis 1946 ausübte. Anschließend begann Senf ein bis 1950 andauerndes Studium an der Universität Jena, welches er als Diplom-Forstingenieur abschloss. Anschließend war er bis 1954 als Angestellter in der Staatlichen Plankommission in Berlin tätig. Während dieser Zeit trat er 1952 der SED bei.
Nach dem Eintritt Senfs in die Kasernierte Volkspolizei (KVP) der DDR, zum 15. Mai 1954, wurde er dort bis 1955 Oberoffizier für Forstwirtschaft im Stab der KVP. Von dieser Stelle aus wechselte Senf 1956 zum Ministerium für Nationale Verteidigung (MfNV) über, wo er als Oberoffizier für Forstwirtschaft beim Chef des Bauwesens und Unterkunft eingesetzt war. 1957 stieg er zum Hauptreferenten für militärökonomische Forstaufgaben im MfNV auf, was er bis 1959 blieb. Von 1960 bis 1972 war er Leiter der Abteilung Forstwirtschaft im MfNV und ab 1972 Leiter der Militärforstwirtschaft. Diese Position hielt Senf, der am 7. Oktober 1977 zum Generalmajor ernannt worden war, bis 1986 inne. Von 1986 bis zu seinem Ruhestandseintritt am 30. Juni 1988 fungierte er als Leiter der zehn Militärforstwirtschaftsbetriebe des MfNV.

## Auszeichnungen
- Vaterländischer Verdienstorden in Bronze
- Kampforden „Für Verdienste um Volk und Vaterland“ in Gold